# Alpendurada
Convento de Alpendurada
A Alpendurada foi até ao liberalismo sede do couto de Alpendurada, que incluía também a freguesia de Várzea do Douro. De acordo com o censo de 1801 contava 1350 habitantes em 14 km². Foi integrado no extinto concelho de Benviver. Mais tarde passou a designar-se por Alpendurada e Matos, sede da antiga freguesia homónima do Município do Marco de Canaveses. Pela reorganização administrativa de 2013, esta freguesia foi extinta e junta a duas outras, Várzea e Torrão, de que resultou a constituição da Freguesia de Alpendorada, Várzea e Torrão. 
Em 1991, a povoação de Alpendurada e Matos foi elevada à categoria de vila, passando a designar-se Vila de Alpendorada.
Faz parte deste município e parte integrante da sua Paróquia o grupo de Jovens de Alpendurada e Matos com o nome "Pronúncia Jovem". É um grupo que trabalha em prol da paróquia sendo também um grupo Bíblico e Franciscano. Pertence ao movimento nacional de jovens "Jobifran - Jovens Bíblico Franciscanos" desde Fevereiro de 2015.

## Personalidades ilustres
- Barão de Alpendurada, Visconde de Alpendurada e Conde de Alpendurada